# エンドウ
エンドウ（豌豆、学名: Pisum sativum）は、マメ科の一・二年草。広く栽培され、食用となっている。一般に、エンドウマメとも。別名（古名）にノラマメ。実エンドウ・グリーンピース（未熟の種子を食用とする場合の呼び方）、サヤエンドウ（莢豌豆・絹莢、未熟の莢を食用とする場合の呼び方）、ヨサクマメ（北東北の一部地域での呼び方）など。日本での栽培種には、ウスイエンドウ（うすい豆）、キヌサヤエンドウ、オランダエンドウなどがある。

## 歴史
原産地は、エチオピア、中央アジアなどとされ、古代エジプトや古代ギリシアでの記録があることから、世界最古の農作物ともいわれている。古代オリエント地方や地中海地方で麦作農耕の発祥とともに栽培化された豆で、原産地域であるフェルガナから漢に伝来した際に、フェルガナの中国名が「大宛国」であることから「豌豆」（えんどう＝宛の豆）と名付けられたことが名の由来となっている。原種は近東地方に今日でも野生している P. humile Boiss. et Noö. と推察されている。もともとは麦類の間で雑草として生えてきたこの原種の野生植物を、種実を食用にしたり、根粒菌による土の肥沃化に効果があるなどの利用価値を発見することで、麦類とともに混ぜ植え栽培するようになり、次第に栽培植物として品種改良が進んだと考えられている。この地域では農耕開始期に、カラスノエンドウもエンドウと同時に同様の利用が行われ始めたが、こちらの栽培利用はその後断絶し、今日では雑草とみなされている。また、同じ地域に起源を持つマメ科作物としては、ソラマメ、レンズマメ、ヒヨコマメが挙げられる。麦作農耕とともにインドや中国などユーラシア各地に広まり、中国に伝わったのは5世紀、日本へは8世紀ごろに伝わった。また、メンデルが実験材料としたことでも知られている。

## 特徴

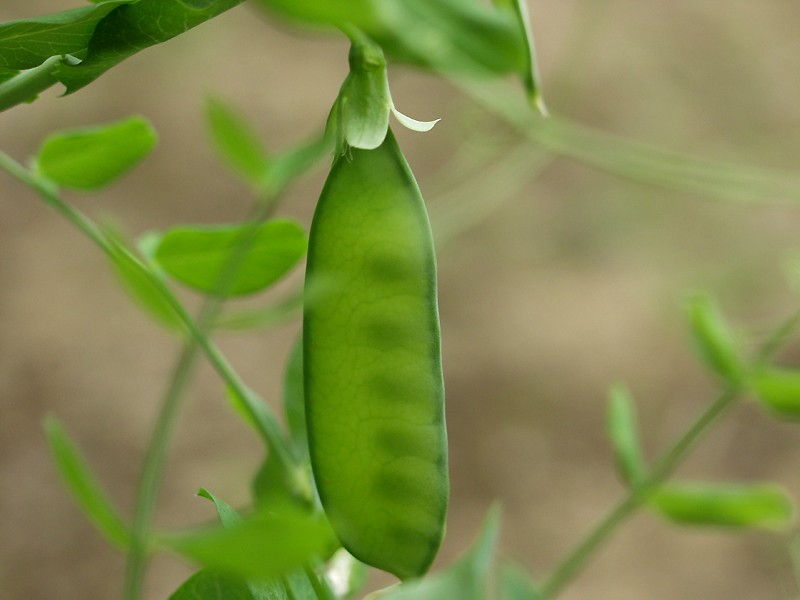
サヤエンドウとして食用になるエンドウの若い果実

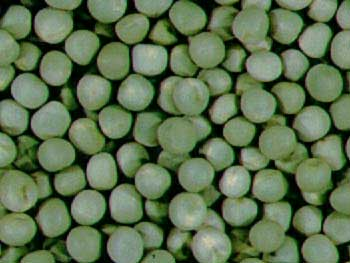
グリーンピース - エンドウの種子

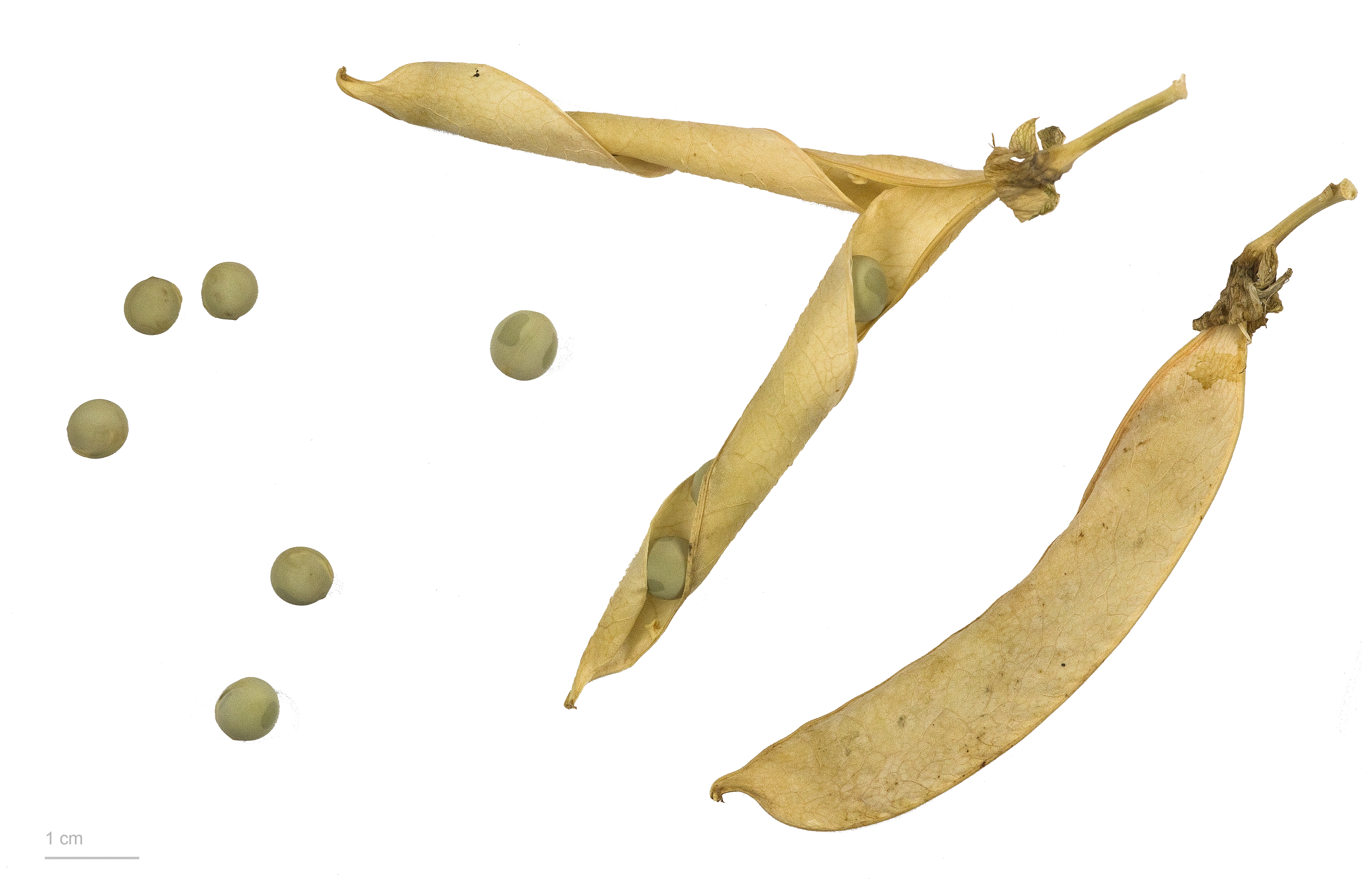
完熟した硬莢種

さやの硬さにより、硬莢種（こうきょうしゅ）(P. sativum subsp. arvense) (Poir.) と軟莢種（なんきょうしゅ）(P. sativum subsp. hortense) (Asch.) がある。硬莢種はその名の通り莢（さや）が固く、主として完熟して乾燥した豆を収穫して利用する。花は紅色（紫色）または白色である。軟莢種は莢が柔らかく、未熟な莢をサヤエンドウ、成長を終えて乾燥前の生の豆をグリーンピースとして利用する。エンドウの一品種スナップエンドウは、軟莢種の中でも豆が大きく成長しても莢が柔らかく、豆と莢の両方を野菜として利用できる。グリーンピースは、缶詰や冷凍品にして通年市場に流通しているが、生のものは春が旬で、この時期は香りや甘みが格別によい。
原産地が冬に雨が多い地中海性気候の近東地方であるため、夏の高温期は成長適期ではなく、麦類と同様に基本的には秋まきして翌春収穫する。冬の寒さの厳しい東北北部や北海道では春まきして初夏に収穫する。連作に弱く、一度栽培した土地では数年間栽培が困難となる。また、原産地が土壌にカルシウムなどが多い乾燥地帯であることから想像できるように、酸性土壌にも弱い。
発芽に際しては同じマメ科のダイズのように胚軸が伸張して地上で子葉を双葉として展開するのではなく、上胚軸だけが伸張して地上に本葉だけを展開し、子葉は地中に残る。

## 食品
| 項目                 | 分量 (g) |
| -------------------- | -------- |
| 脂肪                 | 0.4      |
| 飽和脂肪酸           | 0.071    |
| 16:0（パルミチン酸） | 0.064    |
| 18:0（ステアリン酸） | 0.007    |
| 一価不飽和脂肪酸     | 0.035    |
| 18:1（オレイン酸）   | 0.035    |
| 多価不飽和脂肪酸     | 0.187    |
| 18:2（リノール酸）   | 0.152    |
| 18:3（α-リノレン酸） | 0.035    |

硬莢種は古くから乾燥種実として利用されており、日本ではアオエンドウは煎り豆、煮豆、餡（鶯餡）などに加工され、アカエンドウはみつまめやゆで豆として利用される。ヨーロッパでは煮込んでスープ（ピースープ）などとして利用されてきた。
しかし、今日、世界中で最も大量に消費されているのは乾燥していない未熟の莢や種実を野菜として利用する軟莢種である。東アジアでは未熟な莢を利用するサヤエンドウとして、インドから西では完熟直前の種実を利用するグリーンピースとして、主に消費されている。両者の性質を兼ね備えたのがスナップエンドウで、グリーンピースと同様に種実が完熟寸前まで大きく成長したものを収穫するが、莢もサヤエンドウと同様に柔らかく、果実全体が食べられる。
若い莢を食べるサヤエンドウはエンドウを代表する栽培種で、莢のこすれる音が衣ずれのようだといわれキヌサヤともよばれている。スナップエンドウはアメリカ由来の品種で、莢は肉厚で、実はふっくらと大きく甘みがあるのが特徴である。サトウサヤは、実がやや大きくなってから食べられるようにサヤエンドウから改良された品種で、糖度が高めなのが特徴である。濃い紫色の莢をもつ「ツタンカーメン」という品種は、エジプトのツタンカーメンの墓から出土したともいわれ、中の豆を食べる。日本の伝統野菜として知られるウスイエンドウ（碓井豌豆）は、大きくなった豆を食べるグリーンピースに似た品種で、主に関西で食べられている。
エンドウは収穫期と食べる部位で呼び名も変わる。食品としての莢や豆は、未熟な莢が「さやえんどう」（絹さや）、丸く大きくなった豆が「グリーンピース」、完熟して茶色になった豆を「えんどう豆」とよんでいる。若い苗や蔓の先の柔らかい茎葉も野菜として利用され、中国ではこれを豆苗（トウミョウ）とよぶ。
野菜としては緑黄色野菜に分類され、炒め物や和え物、豆ごはんなどに調理されるが、料理の彩りに使われることも多い。β-カロテン、ビタミンC、食物繊維が豊富で栄養価が高く、豆の部分にはたんぱく質も多く含まれている。
スペインのバスク地方は早摘みのエンドウ（涙豆）の産地となっており「畑のキャビア」とも呼ばれている。
2004年には、サッポロビールによりエンドウのタンパクを用いた第三のビールが開発され、新たな食品を生み出す素材として注目を浴びた。
キッコーマンでは大豆・小麦のアレルギーにより醤油を利用できない顧客向けとして、エンドウで濃口醤油の味を再現した製品を販売している。

## メンデルの実験
メンデルは遺伝の研究を行い、後にメンデルの法則として知られる法則を発見し、遺伝学の歴史に大きな足跡を残した。特に1遺伝子雑種と2遺伝子雑種の研究が有名である。
1遺伝子雑種の研究について
- エンドウの種子には丸型としわ型がある。

- 純系の丸型としわ型を自家受精させたものの種子を調べると全て丸型であった。

- 生まれてきた丸型の種子を自家受精させると、丸型：しわ型＝3：1の比率で種子ができた。

これらは、エンドウには丸形の遺伝子としわ型のアレル（対立遺伝子）が存在し、これらのアレルが配偶子形成の減数分裂第一分裂の際、二手に分かれそれぞれ別の配偶子に入ると考えると説明が付く。このような考えは当時の遺伝子の混合説を否定するものであり、画期的であった。
メンデルがエンドウを研究材料に使った理由は、そのころすでに数人の研究者によって、遺伝実験の材料として使われたことがあったためと思われる。エンドウは自家受粉が可能で、多くの品種があり、このことも遺伝の実験には好都合だったと見られる。

## 栽培

### 特性
エンドウは、最も一般的には緑色で、時には黄金色、またはまれに紫色のさや型をした野菜で、涼しい季節の野菜作物として広く栽培されている。種蒔きは、土壌温度が10℃（50°F）に達した頃に行い、13℃〜18℃（55°F〜64°F）の温度帯でこの植物が最も上手く成長する。この作物は温帯の夏の暑さのもとや低地の熱帯気候のもとでは成長しないが、涼しくて、標高が高い、熱帯地域ではよく成長する。多くの栽培用品種では、播種後約60日で収穫期に到達する。
エンドウの栽培品種には、丈の低い品種とつる性品種がある。つる性品種には、葉から巻きひげが生えており、利用可能ならどんな支柱の周りにも巻きついて、1〜2 メートルの高さまで登ることができる。エンドウを支える伝統的な方法は、木や他の木質植物から切り取った枝を土の中に直立させ、エンドウがよじ登れるように格子状にて沿わせることである。このやり方で使用される枝は、"エンドウ・ブラシ"と呼ばれることもある。金属製のフェンス、ひもやフレームで支えた網も同じ目的で使用される。密集した植栽では、エンドウはお互いに支え合うことで生育する。エンドウは自家受粉を行なうことができる。

### 栽培法
株間
矮性 20-30cm
高性 30-40cm
播種
1株3-4粒、のち2本に間引く。